# Viktor von Miller zu Aichholz

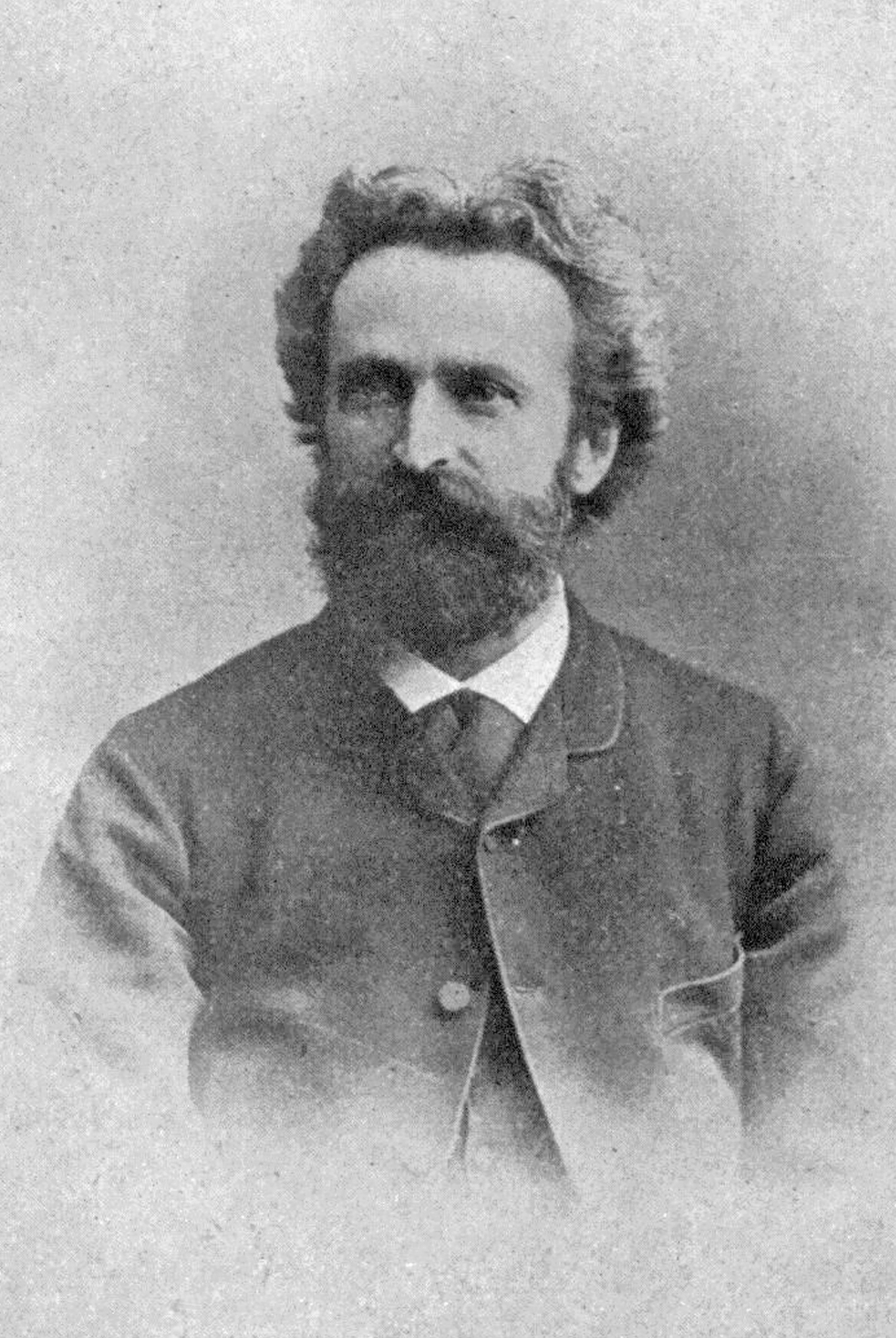
Viktor von Miller zu Aichholz

Viktor von Miller zu Aichholz (* 21. Oktober 1845 in Wien; † 14. Mai 1910 ebenda) war ein österreichischer Industrieller, Sammler und Mäzen aus der Familie Miller-Aichholz.
Er stammte aus einer Familie mit großer Bedeutung in der ausgehenden Donaumonarchie: Er war der Sohn von Josef Miller (1797–1871), der den Sprung vom Drogisten zum Großindustriellen geschafft hatte, und der Belgierin Marie Flore d’Heur. Die Familie hieß seit 1856 Miller zu Aichholz, seit 1860 von Miller zu Aichholz, seit 1865 Ritter von Miller zu Aichholz.
Miller zu Aichholz studierte Chemie in Wien, Zürich und Heidelberg und schloss mit dem Doktorat ab. Er leitete die väterliche chemische Fabrik in Hruschau (Österreichisch Schlesien), widmete sich aber zunehmend seiner Leidenschaft für die Numismatik. Sein Sohn Eugen stiftete Viktors bedeutende Münzsammlung dem staatlichen Münzkabinett. Viktor Miller von Aichholz, ein begabter Pianist, war überdies ein großer Freund und Förderer von Johannes Brahms.
Er hatte mehrere Brüder: Vinzenz von Miller zu Aichholz (1827–1913) übernahm die Firma des Vaters, Eugen von Miller zu Aichholz (1835–1919) war ebenfalls Industrieller und Kunstsammler. August von Miller zu Aichholz (1829–1899) schrieb ein 1907 publiziertes Lebensbild des Vaters unter dem Titel „Esse quam videri“ (Sein, was man scheint). Viktor hatte einen Sohn, der auch Eugen hieß und die Münzsammlung seines Vaters dem staatlichen Münzkabinett stiftete. Er wurde am Meidlinger Friedhof bestattet.